# Ayudando a los enfermos
Ayudando a los enfermos es la primera grabación comercial del grupo español Siniestro Total. Fue publicado en junio de 1982 por DRO. Formaban el grupo Julián Hernández, Miguel Costas, German Coppini y Alberto Torrado.

## Grabación
A finales de 1981, Siniestro Total grabó una maqueta de doce canciones. A finales de enero del año siguiente, Julián Hernández le dio la cinta al periodista musical de Radio 3 Jesús Ordovás, que tenía en la emisora de Radio Nacional de España un programa llamado Esto no es Hawaii. Poco a poco, Ordovás fue programando las canciones del disco, comenzando por las "menos conflictivas". El programa confeccionaba una lista, 333, votada por los propios oyentes. «Ayatolah!», una de las canciones de la maqueta, se alzó al número uno rápidamente.
Gracias al éxito en Radio 3, Siniestro Total pudo grabar su primer trabajo, con el entonces recién nacido sello Discos Radiactivos Organizados (DRO), de Servando Carballar. El acuerdo fue totalmente informal y no se firmó ningún contrato de edición. El EP Ayudando a los enfermos (que tenía la referencia 006 de DRO) incluyó cuatro canciones: en la cara A, «Ayatollah!» y «Matar jipis en las Cíes»; en la B, «Purdey» y «Mario (encima del armario)». Aunque se afirmó que las canciones se habían grabado en directo en un inexistente Club Botafumeiro de Vigo, la grabación la llevó a cabo el propio Julián Hernández en su casa con "un cuatro pistas Tascam que [le] regalaron [sus] padres". Oficialmente, el disco aparece como grabado en Baterías Taponadas, que es el nombre que le dio Hernández a su estudio de grabación, con el que publicó varios trabajos de otros artistas en la década de 1980. El trabajo fue mezclado por Antonio Agúndez en El Escorial (Madrid).
El EP fue un éxito relativo y se editaron 5 000 copias, convirtiéndose en el trabajo más vendido del punk español en la época. El éxito no fue sólo determinante para el futuro de Siniestro Total, sino que permitió que DRO pasase de ser un proyecto de fanzine a una discográfica con oficina y distribuidora.

## Portada
La portada del EP tiene una estética punk, en blanco y negro y con el título hecho con letras tijereteadas. La foto muestra una clase de enfermería. En la contraportada, aparece El Guerrero del Antifaz atizando a un sarraceno con una barra de pan. La edición original contenía un pequeño folleto con las letras de las canciones e información sobre el disco.

## Lista de canciones
Cara A
1. «Ayatollah!»
2. «Matar jipis en las Cíes»

Cara B
1. «Mario (encima del armario)»
2. «Purdey»

## Trayectoria posterior
Los dos temas de la cara A serían incluidos posteriormente en el primer LP del grupo, ¿Cuándo se come aquí?. Los de la cara B lo serían en el recopilatorio Grandes Éxitos (1986) y, posteriormente, en la reedición en CD de ¿Cuándo se come aquí? de 2002.